# Assalt al Banco Central
|  | Aquest article tracta sobre l'esdeveniment de 1981. Si cerqueu la pel·lícula de 1983 basada en aquests fets, vegeu «Asalto al Banco Central». |

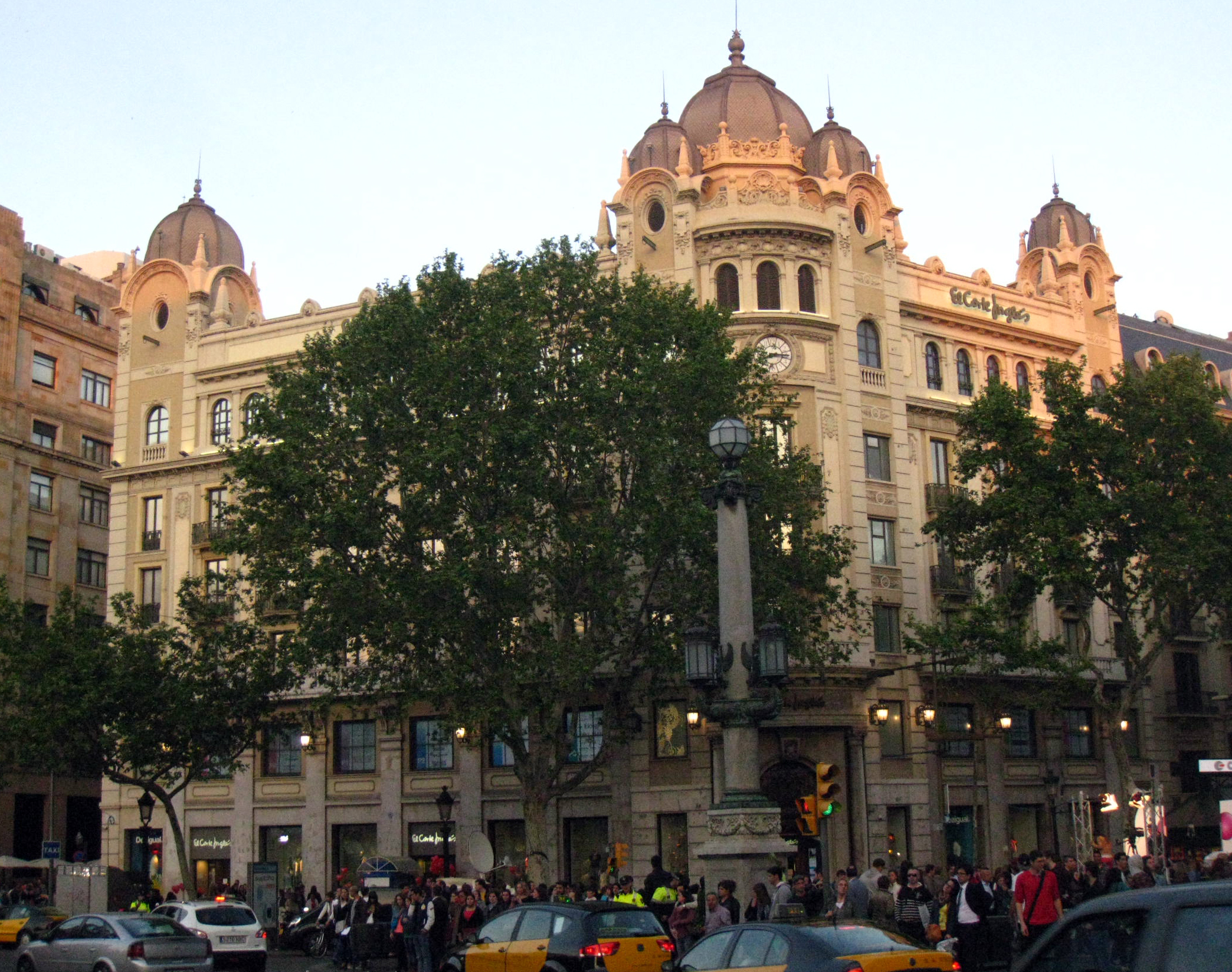
Antiga seu del Banc Central a la Plaça de Catalunya de Barcelona

L'assalt al Banco Central fou un esdeveniment produït a la seu del Banco Central de Barcelona el 23 de maig de 1981. Els motius d'aquest assalt no han estat completament esclarits i les hipòtesis van des de l'intent d'atracament a l'obtenció de documents comprometedors entorn els fets del 23-F. L'assalt derivà en el segrest d'unes tres-centes persones, treballadors i transeünts que en el moment de l'assalt es trobaven dins de l'edifici, i s'allargà pràcticament 37 hores.

## Context històric
Després de l'intent de cop d'estat del 23 de febrer de 1981 dos mesos abans, el país encara s'estava intentant recuperar del xoc produït per l'intent d'acabar amb una democràcia que s'estava obrint pas després de la mort del dictador Francisco Franco Bahamonde. Com a President de l'Estat Espanyol hi havia Leopoldo Calvo Sotelo -que havia estat elegit durant la famosa sessió del 23-F- i com a cap de l'oposició Felipe González Márquez.
L'any anterior, el 1980, Jordi Pujol i Soley havia estat elegit president de la Generalitat de Catalunya després de les eleccions al Parlament de Catalunya.

## Els fets
L'assalt s'inicià el dissabte 23 de maig pocs minuts després de les nou del matí, dia en què l'oficina es trobava oberta. La seu, situada llavors al número 23 de Plaça Catalunya de Barcelona, comprenia tot un edifici de set plantes i tenia també accessos des de la Rambla de Barcelona.
Un mínim d'onze persones entraren a l'edifici dirigides per José Juan Martínez Gómez àlies "El Rubio", retenint-hi, entre empleats, clients i transeünts a més de tres centres persones. A les 9 i 23 minuts la policia rebé l'avís anònim que el banc estava essent atracat. Pocs minuts més tard, vora dos quarts de deu, les principals redaccions dels diaris barcelonins són avisades que en una cabina de telèfons de la Plaça Catalunya hi ha un comunicat i periodistes del Diario de Barcelona el recullen. En el comunicat, mecanografiat en castellà, s'exigeix a les autoritats que deixin en llibertat a "quatre herois del 23 de febrer i el nostre valent tinent coronel Tejero" i la disposició de dos avions, un l'aeroport de Barajas i l'altre al del Prat, per tal de facilitar la sortida d'aquestes cinc militars i del comando allotjat al banc. Així mateix, es dona un termini de 72 hores i s'amenaça d'executar 10 ostatges d'entrada i després 5 cada hora. El Govern d'Espanya, posat en alerta després del comunicat, pren com a plausible la hipòtesi d'una possible implicació de membres de la Guàrdia Civil i forma un gabinet de crisi a la seu del Banc Bilbao, proper a l'edifici. Allà hi envia el llavors Director General de la Guàrdia Civil, el general José Aramburu Topete. El primer comunicat del govern apunta la hipòtesi que l'assalt és obra de l'extrema dreta. Tant Tejero com Sanmartín feren declaracions a través dels seus advocats defensors oposant-se a qualsevol intent per treure'ls.
Les autoritats evacuaren la plaça Catalunya i la part superior de les Rambles així com els edificis propers. A les poques hores, cap a un quart de dotze del matí s'evacuaren en ambulància dos dels ostatges, una d'elles ferida d'arma de foc. Pocs minuts més tard es produí el primer intercanvi d'ostatges per menjar. Durant les primeres hores el gabinet de crisi va considerar la hipòtesi que Gil Sánchez Valiente, suposat implicat en el recent cop d'estat i desaparegut des d'aleshores, formava part del comando.
Durant el migdia i la tarda els assaltants van fer un intent de fuga a través d'un túnel pels soterranis de l'edifici, cosa que els resultà impossible, car la pedra no cedia als instruments que havien dut. Veient que el pla de fuga inicial no sortia van decidir fer una pila amb els bitllets del banc. Mentrestant les negociacions seguiren. Passada la nit s'evacuà un ostatge, cap a les sis del matí. A les deu del matí s'envia una tanqueta militar amb un megàfon des de la que es transmet un missatge als assaltants. En aquell moment es produí un foc creuat entre la tanqueta i els assaltants. Durant el matí es produïren més intercanvis d'ostatges. Al migdia el governador civil de Barcelona i el Director General de la Policia. En el decurs del matí un dels assaltants protegit amb un ostatge sortí i es passejà pels voltants del banc.
És durant la tarda de diumenge que els assaltants comencen a negociar la seva entrega. Tot i així, a les 19:55, un franctirador abat un dels assaltants que retenia un ostatge dalt del terrat de l'edifici. El mort, cunyat i germà de dos dels assaltants, provoca escenes de nerviosisme. Tot plegat desembocà en l'entrada dels GEO (Grup d'operacions especials de la policia) pel terrat i anaven baixant per l'edifici. En aquell moment encara quedaven més de dos-cents ostatges retinguts. "El Rubio" decideix que els ostatges surtin i amb ells els assaltants barrejats. Tan bon punt sortien per la porta de les Rambles la policia feia estirar-se a terra a tothom que sortia de l'edifici. En pocs minuts nou dels assaltants foren detinguts.

## Conseqüències
El resultat de l'assalt fou relativament satisfactori, ja que només es produí una víctima mortal, un ferit i la fugida d'un dels assaltants. Fou després de la seva detenció quan es comprovà que els assaltants no tenien cap vinculació ni política ni amb la Guàrdia Civil. En una roda de premsa el general Aramburu, en nom del gabinet de crisi, qualificà als assaltants de "banda de xorissos, macarres i anarquistes". Per la seva part el govern, representat per Calvo Sotelo, respongué de forma poc clara a les respostes dels grups parlamentaris. Els assaltants foren condemnats entre 30 i 40 anys d'empresonament.

## Motivacions
La postura oficial del govern després de la resolució de l'assalt és que es tractava de simples delinqüents. Segons Jose Juan Martinez Gómez "El Rubio", en una entrevista feta el 2009, afirmà que havia estat contactat per dues persones un anomenat "Luís" cap d'operacions encobertes del CESID i l'altre el mateix subdirector de seguretat Emilio Alonso Manglano, que el van contractar per a robar un maletí que es trobava a l'interior del banc i que, segons li van dir, comprometia seriosament la seguretat i l'estabilitat del país. Sempre segons les afirmacions de "El Rubio", el maletí contenia documents que establien quines capitanies generals actuarien, que Alfonso Armada havia de presidir el govern de concentració nacional després del cop d'estat del 23-F i que la monarquia hi estava d'acord. Un cop iniciat l'assalt, "el Rubio" s'apoderà del maletí i n'analitzà el contingut. En la primera sortida d'ostatges haurien pogut fer sortir el maletí; tanmateix, el capità i 2n cap de la unitat dels GEO, Enrique Esteban, afirma que si els ostatges "duguessin un maletí estaria controlat".